# Geisha Williams
Geisha J. Williams (tên gốc Jimenez, sinh năm 1961/62) là một nữ doanh nhân người Mỹ gốc Cuba. Bà hiện là là Chủ tịch và Giám đốc điều hành của Công ty Điện và Khí đốt Thái Bình Dương (PG & E) từ tháng 3 năm 2017.

## Cuộc đời
Geisha J. Williams được sinh ra ở Cuba. Năm năm tuổi, Geisha đã di cư sang Mỹ với cha mẹ, sau khi cha của bà, một tù nhân chính trị, được thả ra khỏi nhà tù. Cha bà đã làm nhiều công việc khác nhau để có thể nuôi sống gia đình và sau đó tiếp tục sở hữu các cửa hàng tạp hóa của riêng mình. Bà có bằng cử nhân về kỹ thuật công nghiệp của Đại học Miami và bằng Thạc sĩ quản trị kinh doanh (MBA) của Đại học Nova Southeastern.

## Sự nghiệp
Sau khi tốt nghiệp đại học, Williams đã làm việc cho Công ty Năng lượng và Chiếu sáng Florida (FPL), bắt đầu với tư cách là kiểm toán viên năng lượng dân cư.
Geisha J. Williams gia nhập công ty PG & E vào năm 2007. Bà là giám đốc tại Viện Điện năng Edison, Viện Hoạt động Điện hạt nhân, và Hiệp hội các Công ty Chiếu sáng Edison, cũng như là Chủ tịch của Hội đồng Phát triển Lực lượng lao động Năng lượng.
Vào tháng 3 năm 2017, bà trở thành Giám đốc điều hành người Latinh đầu tiên cho một công ty trong danh sách Fortune 500.

## Đời tư
Bà đã kết hôn với Jay, và họ có hai người con gái.